# SynTalk
SynTalk – opracowany przez firmę Neurosoft, pierwszy sprzedawany komercyjnie, polski syntezator mowy dla systemów Microsoft Windows
i GNU/Linux.
Oprogramowanie jest przeznaczone do syntezy mowy w języku polskim i wykorzystuje w tym celu, zależnie od wersji, metodę alofoniczną lub difoniczną (od wersji 2.0). Specjalny słownik pozwala użytkownikowi na dodawanie i modyfikację transkrypcji fonetycznej słów obcojęzycznych, słów o nietypowej wymowie oraz skrótów
.
SynTalk jest kompatybilny ze Speech Application Programming Interface.